# Scuola corale della cattedrale di Lugano
La Scuola corale della cattedrale di Lugano è stata fondata nel 1984 per volere di monsignor Arnoldo Giovannini, arciprete della cattedrale di Lugano, ed affidata sin dall'inizio alla direzione di Robert Michaels. È un'associazione legata alla diocesi di Lugano, che collabora attivamente nell'animazione liturgica delle messe pontificali, esegue concerti e tournée musicali in tutta la Svizzera e in Europa, così come registrazioni e produzioni radiofoniche-televisive per la RSI, la Rai e la BBC.

## Repertorio
Il repertorio della scuola corale per statuto deve comprendere ogni anno composizioni di ogni epoca, dal canto gregoriano fino alla musica contemporanea. Oltre a cantare una novantina di mottetti ed altre composizioni polifoniche durante i servizi sacri o in concerto, ha realizzato diverse esecuzioni di opere importanti, come il Messiah di Händel, la Messa in Si minore di Johann Sebastian Bach, la Messa in Sol maggiore di Schubert e gran parte dell'Officium Hebdomadae Sanctae ("Officio per la Settimana santa") di Tomás Luis de Victoria.

## Attività
L'attività principale della scuola corale è il servizio corale durante le liturgie della cattedrale di Lugano e in altri luoghi a seconda delle necessità. Comprende una trentina di servizi all'anno. Svolge inoltre attività concertistica, tre o quattro volte all'anno sia in Svizzera sia all'estero.
Ha condotto inoltre delle tournée all'estero, cantando più volte nel Regno Unito, in Germania, in Francia, in Spagna, Italia e nella Città del Vaticano e partecipa attivamente alle attività della Federazione internazionale Pueri cantores, come pure a quelle della Federazione svizzera Pueri cantores. È inoltre membro della Royal School of Church Music.